# Austrolimnophila dislocata
Austrolimnophila dislocata là một loài ruồi trong họ Limoniidae. Chúng phân bố ở miền Australasia.